# Chilobrachys fumosus
Chilobrachys fumosus là một loài nhện trong họ Theraphosidae.
Loài này thuộc chi Chilobrachys. Chilobrachys fumosus được Mary Agard Pocock miêu tả năm 1895.